# الحروب الإغريقية القرطاجية
الحروب البونيقية اليونانية أو الحروب الصقلية كانت سلسلة من الصراعات بين القرطاجيين والإغريق برئاسة السيراكوزيين للسيطرة على صقلية وغرب البحر الأبيض المتوسط بين عامي 600 - 265 ق.م، لذلك فإنها أطول الحروب في العصور القديمة، تقاتل المتحاربون فيها من أجل السيطرة على مزيد من التجارة والأرض وسعى فيها الطغاة لتوسيع حكمهم أكثر من كونها «صدام الحضارات» حول الهيمنة الثقافية والدينية.